# Viceprezident Čínské lidové republiky
Viceprezident Čínské lidové republiky, dříve překládáno místopředseda Čínské lidové republiky (čínsky v českém přepisu Čung-chua žen-min kung-che-kuo fu-ču-si, pchin-jinem Zhōnghuá Rénmín Gònghéguó Fù Zhǔxí, znaky zjednodušené 中华人民共和国副主席, tradiční 中華人民共和國副主席), též zkráceně doslova „místopředseda státu“ (čínsky v českém přepisu kuo-ťia fu-ču-si, pchin-jinem guójiā fùzhǔxí, znaky zjednodušené 国家副主席, tradiční 国家副主席), je jeden z předních představitelů Čínské lidové republiky.
Od 10. března 2023 funkci zastává Chan Čeng.

## Charakteristika
Úřad místopředsedy Čínské lidové republiky byl zřízen ústavou z roku 1954 (spolu s úřadem předsedy Čínské lidové republiky, který byl hlavou státu). Následující ústava z roku 1975 úřad předsedy a místopředsedy ČLR neobsahovala, hlavou státu se stal předseda stálého výboru Všečínského shromáždění lidových zástupců, ústava z roku 1978 zachovala úpravu z roku 1975. Úřad byl znovuzřízen na základě Ústavy z roku 1982. Název úřadu byl v čínštině stejný, od roku 1982 byl však překládán do evropských jazyků jako viceprezident Čínské lidové republiky. Na základě článku 62 Ústavy je viceprezident volen zákonodárným Všečínským shromážděním lidových zástupců. Předsednictvo shromáždění navrhuje plénu jediného kandidáta, jenž je poté volen. De iure má vedení Všečínského shromáždění také pravomoc viceprezidenta odvolat.  
Viceprezident má důležitou roli v zahraničních záležitostech, zasedá ve vedoucí skupině pro zahraniční věci, orgánu koordinujícího politiku Komunistické strany. Místopředseda je aktivní v ústřední koordinační skupině pro záležitosti Hongkongu a Macaa. Přestože viceprezident nemusí mít ve skutečnosti hmotné pravomoci, jak jsou definovány v Ústavě, má tento úřad význam a prestiž. Držitelé úřadu byli všichni s určitým stupněm politického vlivu. 
Kandidát do úřadu musí podle zákona splňovat minimální věk čtyřicet pět let a být čínským občanem. Původně nesměl sloužit více než dvě pětiletá volební období, jež kopírují délku volebního období shromáždění, roku 2018 bylo toto omezení zrušeno. 
Viceprezident zastupuje prezidenta republiky a pomáhá mu. V případě rezignace či smrti hlavy státu nastupuje na místo prezidenta. Úřad patří k nejprestižnějším v zemi, v letech 1998–2018 byli viceprezidenti vždy členy stálého výboru politbyra Ústředního výboru Komunistické strany Číny, skutečného držitele moci v zemi.
Ve skutečnosti je pozice viceprezidenta většinou slavnostní; Místopředsedové Ceng Čching-chung, Chu Ťin-tchao a Si Ťin-pching byli členy stálého výboru politbyra KS Číny a ústředního sekretariátu, hlavních rozhodovacích orgánů země; tito tři sloužili současně jako první tajemník sekretariátu, který měl na starosti záležitosti stran.
Viceprezident Li Jüan-čchao byl do roku 2017 členem politbyra Komunistické strany Číny, nikoli však Stálým výborem. Jeho nástupce, Wang Čchi-šan, byl v době svého vzestupu členem bývalého výboru v důchodu.

## Seznam viceprezidentů Čínské lidové republiky
| 1. ústava (1954–1975) Viceprezidenti (místopředsedové) Čínské lidové republiky | 1. ústava (1954–1975) Viceprezidenti (místopředsedové) Čínské lidové republiky | 1. ústava (1954–1975) Viceprezidenti (místopředsedové) Čínské lidové republiky | 1. ústava (1954–1975) Viceprezidenti (místopředsedové) Čínské lidové republiky | 1. ústava (1954–1975) Viceprezidenti (místopředsedové) Čínské lidové republiky | 1. ústava (1954–1975) Viceprezidenti (místopředsedové) Čínské lidové republiky | 1. ústava (1954–1975) Viceprezidenti (místopředsedové) Čínské lidové republiky |
| Pořadí                                                                         | Portrét                                                                        | Jméno                                                                          | Nástup do úřadu                                                                | Opuštění úřadu                                                                 | Prezident                                                                      | Poznámky |
| ------------------------------------------------------------------------------ | ------------------------------------------------------------------------------ | ------------------------------------------------------------------------------ | ------------------------------------------------------------------------------ | ------------------------------------------------------------------------------ | ------------------------------------------------------------------------------ | --- |
| 1.                                                                             |                                                                                | Ču Te 朱德 (1886–1976)                                                         | 27. září 1954                                                                  | 27. dubna 1959                                                                 | Mao Ce-tung                                                                    | Roku 1949 byl jmenován vrchním velitelem Čínské lidové osvobozenecké armády. V letech 1956 až 1966 byl místopředsedou komunistické strany. V roce 1955 se stal maršálem. |
| 2.                                                                             |                                                                                | Sung Čching-ling 宋庆龄 (1893–1981)                                            | 27. dubna 1959                                                                 | 24. února 1972                                                                 | Liou Šao-čchi (do 31. října 1968)                                              | od 31. října 1968 úřadovali jako hlavy státu. |
| 3.                                                                             |                                                                                | Tung Pi-wu 董必武 (1886–1975)                                                  | 27. dubna 1959                                                                 | 17. ledna 1975                                                                 | Liou Šao-čchi (do 31. října 1968)                                              | od 31. října 1968 úřadovali jako hlavy státu. |
| V letech 1975–1983 byl úřad zrušen.                                            |                                                                                |                                                                                |                                                                                |                                                                                |                                                                                | |
| 4. ústava (1982–současnost) Viceprezidenti Čínské lidové republiky             |                                                                                |                                                                                |                                                                                |                                                                                |                                                                                | |
| 4.                                                                             | Ulanfu roku 1955                                                               | Ulanfu 乌兰夫 (1907-1988)                                                      | 18. června 1983                                                                | 8. dubna 1988                                                                  | Li Sien-nien                                                                   | - Mongolského původu a bývalý předseda Vnitřního Mongolska |
| 5.                                                                             | Wang Čen roku 1955                                                             | Wang Čen 王震 (1909-1993)                                                      | 8. dubna 1988                                                                  | 12. března 1993                                                                | Jang Šang-kchun                                                                | - Komunistický vojenský vůdce - Vedl lidovou osvobozeneckou armádu do Sin-ťiangu v čase založení Lidové republiky - Viceprezidentem byl až do své smrti |
| 6.                                                                             |                                                                                | Žung I-žen 荣毅仁 (1916-2005)                                                  | 12. března 1993                                                                | 15. března 1998                                                                | Ťiang Ce-min                                                                   | - Člen Čínského sdružení pro demokratickou národní výstavbu, jedné z menších politických stran v Číně |
| 7.                                                                             |                                                                                | Chu Ťin-tchao 胡锦涛 (1942-)                                                   | 15. března 1998                                                                | 15. března 2003                                                                | Ťiang Ce-min                                                                   | - Bývalý šéf strany provincie Kuej-čou a Tibetské autonomní oblasti - Známý pro řešení následků amerického bombového útoku na čínské velvyslanectví v Bělehradě - První člen stálého výboru politbyra, který převzal funkci od přijetí ústavy z roku 1982. - V roce 2003 se stal prvním viceprezidentem, který se stal prezidentem. |
| 8.                                                                             |                                                                                | Ceng Čching-chung 曾庆红 (1939-)                                               | 15. března 2003                                                                | 15. března 2008                                                                | Chu Ťin-tchao                                                                  | - Dostal se do popředí jako politický pomocník Ťiang Ce-mina - Členem stálého výboru politbyra - Získal během volby do funkce viceprezidenta vysoký počet hlasů |
| 9.                                                                             |                                                                                | Si Ťin-pching 习近平 (1953-)                                                   | 15. března 2008                                                                | 15. března 2013                                                                | Chu Ťin-tchao                                                                  | - Bývalý šéf strany v Šanghaji - vykonával funkci vicepremiéra a od roku 2007 - Členem stálého výboru politbyra - Byl zvolen do čela KS Číny a ústřední vojenské komise a následně i prezidentem ČLR |
| 10.                                                                            |                                                                                | Li Jüan-čchao 李源潮 (1950-)                                                   | 15. března 2013                                                                | 17. března 2018                                                                | Si Ťin-pching                                                                  | - Bývalý šéf strany v Ťiang-su, - člen politbyra - V roli viceprezidenta reprezentoval Čínu na řadě mezinárodních akcí symbolického významu, jako je např. Státní pamětní služba Nelsona Mandely a státní pohřeb Li Kuang-jao |
| 11.                                                                            |                                                                                | Wang Čchi-šan 王岐山 (1948-)                                                   | 17. března 2018                                                                | 10. března 2023                                                                | Si Ťin-pching                                                                  | - Člen stálého výboru politbyra - bývalý tajemník Ústřední komise pro kontrolu disciplíny Komunistické strany Číny, nejvyššího čínského protikorupčního orgánu. - Vybrán do postu viceprezidenta pro jeho zkušenosti se zahraničními záležitostmi                                                                                   |
| 12.                                                                            |                                                                                | Chan Čeng 韩正 (1954-)                                                         | 10. března 2023                                                                | úřadující                                                                      | Si Ťin-pching                                                                  | |